# 阿方索·洛佩斯·米切尔森
阿方索·洛佩斯·米切尔森（1913年6月30日—2007年7月17日），  哥倫比亞總統（1974—1978年）。

## 生平
洛佩斯·米切尔森是前總統阿方索·洛佩斯·普雷马霍（两任总统1934∼1938，1942∼1945）之子。出生于波哥大，就读于Gimnasio Moderno School，先後在巴黎、布鲁塞尔、伦敦和智利圣地亚哥學習，在喬治城大學和智利大學攻讀研究所，在波哥大圣母玫瑰大学（Universidad del Rosario.罗萨里奥大学）毕业获律师学位。1938年和Cecilia Caballero Blanco结婚，他们搬到波哥大郊区。他成为那个区的镇议员，开始他的从政经验。他的同事包括阿尔维罗·戈麦斯·乌尔塔多（Álvaro Gómez Hurtado）和胡利奥·塞萨尔·图尔瓦伊·阿亚拉。自我流放到墨西哥，後於1958年回到哥倫比亞，1958年将自由党内的持不同政见者组成新党——自由革命运动，反对全国阵线。全国阵线是自由党和保守党于1957年组成的联合组织，以结束长达10年的内部暴力冲突。两党达成协议，保证两党轮流执政。洛佩斯认为，这窒息了真正的政党竞争和扼杀了领导才能。
1962年他参选总统，输给保守党候选人吉列尔莫·莱昂·巴伦西亚，但当选参议员。1966年连任參議員，1967年领导自由革命运动回到自由党内，1967年12月至1968年8月被阿尔韦托·耶拉斯·卡马戈总统提名担任新建立的塞萨尔省省長，一年后他出任卡洛斯·耶拉斯·雷斯特雷波政府的外交部長到1970年。任职期间，与苏联建立较密切的文化和贸易关系，并改善与其他拉美国家的关系。
1974年全国阵线协议结束后，洛佩斯·米切尔森在哥倫比亞十六年來第一次總統競選中以壓倒性優勢取勝。期间他對高收入者提高徵稅，採取措施逐步抑制通貨膨脹。但由於取消了價格補貼和提高了失業率，引起首都波哥大爆发全国性的大罢工和暴乱。1975年宣布全国处于戒严状态。1978年任期结束后，他的政府被指控贪污腐败，包括非法的毒品交易，对政治暴力风波采取镇压措施等。此后他再次成为自由党领袖。1982年再次参选总统，但在選舉中敗于保守党候选人贝利萨里奥·贝坦库尔·夸尔塔斯。
| 官衔                              | 官衔                       | 官衔                                 |
| --------------------------------- | -------------------------- | ------------------------------------ |
| 前任： 米萨埃尔·帕斯特拉纳·博雷罗 | 哥倫比亞总统 1974年–1978年 | 繼任： 胡利奥·塞萨尔·图尔瓦伊·阿亚拉 |